# Sinagoga Ortodoxă din Fabric, Timișoara
Sinagoga Ortodoxă din Fabric a fost un lăcaș de cult evreiesc din Timișoara, localizat pe str. Ion Creangă nr. 10. A fost construită între anii 1885–1889 pentru Comunitatea Evreiască Ortodoxă Autonomă. Sinagoga este referită ca „sinagoga ortodoxă", pentru a se deosebi de Sinagoga Nouă din cartierul Fabric.
Clădirea a fost inclusă pe Lista monumentelor istorice din județul Timiș, având codul de clasificare  TM-II-m-B-06128..

## Descriere
Clădirea este realizată în stil eclectic, cu elemente maure, cum ar fi crenelurile și capetele rotunjite ale stâlpilor. În curtea sinagogii exista o baie rituală și un abator ritual.

## Personalități
Legat de perioada în care a funcționat ca sinagogă este numele prim-rabinului Herman Szofer, președintele comunității ortodoxe fiind Francisc Friedmann. În primii ani după Al Doilea Război Mondial marea majoritate a evreilor ortodocși au emigrat, astfel că actual clădirea este folosită drept casă funerară de societatea comercială Rostyl.